# Barbara Lawrence
Barbara Jo Lawrence (Carnegie, 24 febbraio 1930 – Los Angeles, 13 novembre 2013) è stata un'attrice e modella statunitense.

## Biografia
Nacque a Carnegie (Oklahoma) da Morris Lawrence e Berenice Eaton. Quando era ancora adolescente andò a vivere con la madre a Kansas City e iniziò molto presto a posare come modella fotografica. Appena quindicenne fece la sua prima apparizione cinematografica, in un ruolo non accreditato, nel film Il cavallino d'oro (1945), mentre due anni più tardi apparve in una parte di rilievo, quella di Luisa de Carvajal, nell'avventura in costume Il capitano di Castiglia (1947), accanto a Tyrone Power. Mentre terminava i suoi studi alla U.C.L.A., ottenne ruoli di supporto in diversi successi della 20th Century Fox quali Infedelmente tua (1948), Strada senza nome (1948), Lettera a tre mogli (1949), I corsari della strada (1949).
Passata nel 1953 alla Metro-Goldwyn-Mayer, la Lawrence apparve in Arena (1953) con Gig Young e nel melodramma Tra due amori (1954) con Greer Garson. L'anno successivo interpretò il ruolo di Gertie Cummings nel musical Oklahoma! (1955), mentre nel 1957 recitò in Kronos, il conquistatore dell'universo, accanto a Jeff Morrow, un film di fantascienza all'epoca poco apprezzato dalla critica, ma divenuto successivamente un piccolo classico del genere.
Durante gli anni cinquanta l'attrice lavorò anche per il piccolo schermo in numerose serie televisive di successo, come Four Star Playhouse (1953-1956) e Avventure lungo il fiume (1959). Le sue ultime apparizioni cinematografiche furono nell'avventura La tragedia del Rio Grande (1957) e nel western Il ritorno di Joe Dakota (1957), dopodiché la Lawrence si dedicò ancora per qualche tempo alla televisione, comparendo nelle serie Bonanza (1960) e Perry Mason (1958-1962). Nel 1962 si ritirò dall'attività artistica e andò a vivere per un certo periodo in America meridionale, per rientrare successivamente in California e diventare agente immobiliare a Beverly Hills. Sulla sua esperienza in Sudamerica scrisse poi un romanzo d'avventura, dal titolo Welcome to the Jungle. È scomparsa nel 2013 all'età di 83 anni per insufficienza renale.

## Vita privata
Barbara Lawrence si sposò tre volte e altrettante divorziò: dal 1947 al 1948 con John Fontaine, un attore noto con il nome d'arte di Jeffrey Stone; dal 1951 al 1957 con Johnny Murphy, dal quale ebbe due figli; dal 1961 al 1976 con Lester R. Nelson, dal quale ebbe altri due figli.

## Filmografia

### Cinema
- Il cavallino d'oro (Diamond Horseshoe), regia di George Seaton (1945) (non accreditata)
- Margie, regia di Henry King (1946)
- Il capitano di Castiglia (Captain from Castile), regia di Henry King (1947)
- You Were Meant for Me, regia di Lloyd Bacon (1948)
- Give My Regards to Broadway, regia di Lloyd Bacon (1948)
- Strada senza nome (The Street with No Name), regia di William Keighley (1948)
- Infedelmente tua (Unfaithfully Yours), regia di Preston Sturges (1948)
- Lettera a tre mogli (A Letter to Three Wives), regia di Joseph L. Mankiewicz (1949)
- L'adorabile intrusa (Mother Is a Freshman), regia di Lloyd Bacon (1949)
- I corsari della strada (Thieves' Highway), regia di Jules Dassin (1949)
- Peggy la studentessa (Peggy), regia di Frederick de Cordova (1950)
- Quattro ragazze all'abbordaggio (Two Tickets to Broadway), regia di James V. Kern (1951)
- Here Come the Nelsons, regia di Frederick De Cordova (1952)
- La diva (The Star), regia di Stuart Heisler (1952)
- Arena, regia di Richard Fleischer (1953)
- Paris Model, regia di Alfred E. Green (1953)
- Jesse James vs. the Daltons, regia di William Castle (1954)
- Tra due amori (Her Twelve Men), regia di Robert Z. Leonard (1954)
- Oklahoma!, regia di Fred Zinnemann (1955)
- Sangue caldo (Man with the Gun), regia di Richard Wilson (1955)
- Kronos, il conquistatore dell'universo (Kronos), regia di Kurt Neumann (1957)
- La tragedia del Rio Grande (Man in the Shadow), regia di Jack Arnold (1957)
- Il ritorno di Joe Dakota (Joe Dakota), regia di Richard Bartlett (1957)

### Televisione
- The Silver Theatre – serie TV, 1 episodio (1950)
- The Bigelow Theatre – serie TV, 1 episodio (1951)
- The Ford Television Theatre – serie TV, 1 episodio (1952)
- Lux Video Theatre – serie TV, 1 episodio (1953)
- General Electric Theater – serie TV, episodio 4x21 (1956)
- Four Star Playhouse – serie TV, 4 episodi (1953-1956)
- Cheyenne – serie TV, 1 episodio (1956)
- Ethel Barrymore Theatre – serie TV, 1 episodio (1956)
- Alcoa Theatre – serie TV, 1 episodio (1958)
- The Adventures of Jim Bowie – serie TV, 1 episodio (1958)
- Cimarron City – serie TV, episodio 1x02 (1958)
- Trackdown – serie TV, 1 episodio (1958)
- Avventure lungo il fiume (Riverboat) – serie TV, 1 episodio (1959)
- Tightrope – serie TV, episodio 1x15 (1959)
- Shotgun Slade – serie TV, 1 episodio (1960)
- The Man from Blackhawk – serie TV, 1 episodio (1960)
- Bat Masterson – serie TV, 1 episodio (1960)
- Bonanza – serie TV, episodio 2x08 (1960)
- The Best of the Post – serie TV, episodio 1x14 (1961)
- Perry Mason – serie TV, 4 episodi (1958-1962)
- The Tall Man – serie TV, 1 episodio (1962)

## Doppiatrici italiane
- Rosetta Calavetta in Infedelmente tua, La diva, Il capitano di Castiglia, I corsari della strada
- Dhia Cristiani in La tragedia del Rio Grande, Il ritorno di Joe Dakota, Peggy la studentessa
- Lydia Simoneschi in Strada senza nome
- Germana Calderini in L'adorabile intrusa
- Giuliana Maroni in Tra due amori
- Elda Tattoli in Oklahoma
- Maria Pia Di Meo in Kronos il conquistatore dell'universo